# Nikolaj Černych
Nikolaj Stěpanovič Černych (rusky Николай Степанович Черных; 6. října 1931 Novaja Usmaň, Voroněžská oblast – 26. května 2004) byl ruský astronom.
Nikolaj Černych od roku 1963 pracoval se svou manželkou Ljudmilou Ivanovnou (Людмила Ивановна Черных) na Krymské astrofyzikální observatoři. Černych se specializoval na astrometrii a dynamiku malých těles v Sluneční soustavě.
Objevil několik komet, mezi nimi periodické komety 74P/Smirnova-Chernykh a 101P/Chernykh. Kromě toho objevil 537 asteroidů, z nejznámějších (2609) Kiril-Metodi, (4429) Chinmoy, (2867) Šteins, (2362) Mark Twain, (4534) Rimskij-Korsakov, (6575) Slavov, (6622) Matvienko a trojány (2207) Antenor.
Na počest manželského páru Černychových byl pojmenován asteroid (2325) Chernykh, objevený v roce 1979 českým astronomem Antonínem Mrkosem.

## Objevené asteroidy
| 1796 Riga          | 16. května 1966   |
| 1836 Komarov       | 26. července 1971 |
| 1907 Rudneva       | 11. září 1972     |
| 1908 Pobeda        | 11. září 1972     |
| 2004 Lexell        | 22. září 1973     |
| 2006 Polonskaya    | 22. září 1973     |
| 2036 Sheragul      | 22. září 1973     |
| 2113 Ehrdni        | 11. září 1972     |
| 2123 Vltava        | 22. září 1973     |
| 2149 Schwambraniya | 22. března 1977   |
| 2164 Lyalya        | 11. září 1972     |
| 2178 Kazakhstania  | 11. září 1972     |
| 2190 Coubertin     | 2. dubna 1976     |
| 2206 Gabrova       | 1. dubna 1976     |
| 2207 Antenor       | 19. srpna 1977    |
| 2208 Pushkin       | 22. srpna 1977    |
| 2222 Lermontov     | 19. září 1977     |
| 2228 Soyuz-Apollo  | 19. července 1977 |
| 2238 Steshenko     | 11. září 1972     |
| 2251 Tikhov        | 19. září 1977     |
| 2254 Requiem       | 19. srpna 1977    |
| 2269 Efremiana     | 2. května 1976    |
| 2286 Fesenkov      | 14. července 1977 |
| 2287 Kalmykia      | 22. srpna 1977    |
| 2293 Guernica      | 13. března 1977   |
| 2294 Andronikov    | 14. srpna 1977    |
| 2295 Matusovskij   | 19. srpna 1977    |
| 2297 Daghestan     | 1. září 1978      |
| 2312 Duboshin      | 1. dubna 1976     |
| 2323 Zverev        | 24. září 1976     |
| 2338 Bokhan        | 22. srpna 1977    |
| 2354 Lavrov[1]     | 9. srpna 1978     |
| 2361 Gogol         | 1. dubna 1976     |
| 2362 Mark Twain    | 24. září 1976     |
| 2369 Chekhov       | 4. dubna 1976     |
| 2372 Proskurin     | 13. září 1977     |
| 2376 Martynov      | 22. srpna 1977    |
| 2377 Shcheglov     | 31. srpna 1978    |
| 2388 Gase          | 13. března 1977   |
| 2389 Dibaj         | 19. srpna 1977    |
| 2394 Nadeev        | 22. září 1973     |
| 2402 Satpaev       | 31. července 1979 |
| 2408 Astapovich    | 31. srpna 1978    |
| 2416 Sharonov      | 31. července 1979 |
| 2420 Čiurlionis    | 3. října 1975     |
| 2426 Simonov       | 26. května 1976   |
| 2427 Kobzar        | 20. prosince 1976 |
| 2428 Kamenyar      | 11. září 1977     |

| 2431 Skovoroda       | 8. srpna 1978     |
| 2439 Ulugbek         | 21. srpna 1977    |
| 2450 Ioannisiani     | 1. září 1978      |
| 2458 Veniakaverin    | 11. září 1977     |
| 2473 Heyerdahl       | 12. září 1977     |
| 2476 Andersen        | 2. května 1976    |
| 2477 Biryukov        | 14. srpna 1977    |
| 2492 Kutuzov         | 14. července 1977 |
| 2497 Kulikovskij     | 14. srpna 1977    |
| 2498 Tsesevich       | 23. srpna 1977    |
| 2506 Pirogov         | 26. srpna 1976    |
| 2508 Alupka          | 13. března 1977   |
| 2509 Chukotka        | 14. července 1977 |
| 2520 Novorossijsk    | 26. srpna 1976    |
| 2529 Rockwell Kent   | 21. srpna 1977    |
| 2553 Viljev          | 29. března 1979   |
| 2563 Boyarchuk       | 22. března 1977   |
| 2564 Kayala          | 19. srpna 1977    |
| 2566 Kirghizia       | 29. března 1979   |
| 2577 Litva           | 12. března 1975   |
| 2579 Spartacus       | 14. srpna 1977    |
| 2580 Smilevskia      | 18. srpna 1977    |
| 2584 Turkmenia       | 23. března 1979   |
| 2585 Irpedina        | 21. července 1979 |
| 2593 Buryatia        | 2. dubna 1976     |
| 2606 Odessa          | 1. dubna 1976     |
| 2607 Yakutia         | 14. července 1977 |
| 2609 Kiril-Metodi[1] | 9. srpna 1978     |
| 2610 Tuva            | 5. září 1978      |
| 2625 Jack London     | 2. května 1976    |
| 2626 Belnika         | 8. srpna 1978     |
| 2627 Churyumov       | 8. srpna 1978     |
| 2644 Victor Jara     | 22. září 1973     |
| 2646 Abetti          | 13. března 1977   |
| 2656 Evenkia         | 25. dubna 1979    |
| 2657 Bashkiria       | 23. září 1979     |
| 2668 Tataria         | 26. srpna 1976    |
| 2670 Chuvashia       | 14. srpna 1977    |
| 2671 Abkhazia        | 21. srpna 1977    |
| 2700 Baikonur        | 20. prosince 1976 |
| 2701 Cherson         | 1. září 1978      |
| 2703 Rodari          | 29. března 1979   |
| 2711 Aleksandrov     | 31. srpna 1978    |
| 2721 Vsekhsvyatskij  | 22. září 1973     |
| 2722 Abalakin        | 1. dubna 1976     |
| 2723 Gorshkov        | 31. srpna 1978    |
| 2724 Orlov           | 13. září 1978     |
| 2726 Kotelnikov      | 22. září 1979     |

| 2727 Paton          | 22. září 1979     |
| 2728 Yatskiv        | 22. září 1979     |
| 2734 Hašek          | 1. dubna 1976     |
| 2746 Hissao         | 22. září 1979     |
| 2758 Cordelia       | 1. září 1978      |
| 2769 Mendeleev      | 1. dubna 1976     |
| 2770 Tsvet          | 19. září 1977     |
| 2776 Baikal         | 25. září 1976     |
| 2777 Shukshin       | 24. září 1979     |
| 2783 Chernyshevskij | 14. září 1974     |
| 2785 Sedov          | 31. srpna 1978    |
| 2786 Grinevia       | 6. září 1978      |
| 2787 Tovarishch     | 13. září 1978     |
| 2792 Ponomarev      | 13. března 1977   |
| 2793 Valdaj         | 19. srpna 1977    |
| 2794 Kulik          | 8. srpna 1978     |
| 2809 Vernadskij     | 31. srpna 1978    |
| 2810 Lev Tolstoj    | 13. září 1978     |
| 2832 Lada           | 6. března 1975    |
| 2833 Radishchev[1]  | 9. srpna 1978     |
| 2836 Sobolev        | 22. prosince 1978 |
| 2849 Shklovskij     | 1. dubna, 1976    |
| 2859 Paganini       | 5. září 1978      |
| 2862 Vavilov        | 15. května 1977   |
| 2867 Šteins         | 4. listopadu 1969 |
| 2869 Nepryadva      | 7. září 1980      |
| 2883 Barabashov     | 13. září 1978     |
| 2887 Krinov         | 22. srpna 1977    |
| 2910 Yoshkar-Ola    | 11. října 1980    |
| 2915 Moskvina       | 22. srpna 1977    |
| 2916 Voronveliya    | 8. srpna 1978     |
| 2922 Dikanka        | 1. dubna 1976     |
| 2951 Perepadin      | 13. září 1977     |
| 2952 Lilliputia     | 22. září 1979     |
| 2953 Vysheslavia    | 24. září 1979     |
| 2966 Korsunia       | 13. března 1977   |
| 2967 Vladisvyat     | 19. září 1977     |
| 2968 Iliya          | 31. srpna 1978    |
| 2969 Mikula         | 5. září 1978      |
| 2983 Poltava        | 2. září 1981      |
| 2995 Taratuta       | 31. srpna 1978    |
| 3006 Livadia        | 24. září 1979     |
| 3009 Coventry       | 22. září 1973     |
| 3012 Minsk          | 27. srpna 1979    |
| 3013 Dobrovoleva    | 23. září 1979     |
| 3027 Shavarsh       | 8. srpna 1978     |
| 3038 Bernes         | 31. srpna 1978    |
| 3053 Dresden        | 18. srpna 1977    |

| 3054 Strugatskia  | 11. září 1977     |
| 3072 Vilnius      | 5. září 1978      |
| 3073 Kursk        | 24. září 1979     |
| 3084 Kondratyuk   | 19. srpna 1977    |
| 3094 Chukokkala   | 23. března 1979   |
| 3100 Zimmerman    | 13. března 1977   |
| 3112 Velimir      | 22. srpna 1977    |
| 3113 Chizhevskij  | 1. září 1978      |
| 3120 Dangrania    | 14. září 1979     |
| 3128 Obruchev     | 23. března 1979   |
| 3148 Grechko      | 24. září 1979     |
| 3158 Anga         | 24. září 1976     |
| 3170 Dzhanibekov  | 24. září 1979     |
| 3186 Manuilova    | 22. září 1973     |
| 3189 Penza        | 13. září 1978     |
| 3191 Svanetia     | 22. září 1979     |
| 3195 Fedchenko    | 8. srpna 1978     |
| 3196 Maklaj       | 1. září 1978      |
| 3204 Lindgren     | 1. září 1978      |
| 3213 Smolensk     | 14. července 1977 |
| 3224 Irkutsk      | 11. září 1977     |
| 3230 Vampilov     | 8. června 1972    |
| 3233 Krisbarons   | 9. září 1977      |
| 3234 Hergiani     | 31. srpna 1978    |
| 3238 Timresovia   | 8. listopadu 1975 |
| 3242 Bakhchisaraj | 22. září 1979     |
| 3246 Bidstrup     | 1. dubna 1976     |
| 3261 Tvardovskij  | 22. září 1979     |
| 3283 Skorina      | 27. srpna 1979    |
| 3298 Massandra    | 21. července 1979 |
| 3302 Schliemann   | 11. září 1977     |
| 3306 Byron        | 24. září 1979     |
| 3311 Podobed      | 26. srpna 1976    |
| 3323 Turgenev     | 22. září 1979     |
| 3348 Pokryshkin   | 6. března 1978    |
| 3349 Manas        | 23. března 1979   |
| 3358 Anikushin    | 1. září 1978      |
| 3359 Purcari      | 13. září 1978     |
| 3372 Bratijchuk   | 24. září 1976     |
| 3373 Koktebelia   | 31. srpna 1978    |
| 3385 Bronnina     | 24. září 1979     |
| 3399 Kobzon       | 22. září 1979     |
| 3408 Shalamov     | 18. srpna 1977    |
| 3409 Abramov      | 9. září 1977      |
| 3436 Ibadinov     | 24. září 1976     |
| 3444 Stepanian    | 7. září 1980      |
| 3448 Narbut       | 22. srpna 1977    |
| 3461 Mandelshtam  | 18. září 1977     |

| 3466 Ritina         | 6. března 1975    |
| 3470 Yaronika       | 6. března 1975    |
| 3471 Amelin         | 21. srpna 1977    |
| 3493 Stepanov       | 3. dubna 1976     |
| 3504 Kholshevnikov  | 3. září 1981      |
| 3517 Tatianicheva   | 24. září 1976     |
| 3518 Florena        | 18. srpna 1977    |
| 3535 Ditte          | 24. září 1979     |
| 3544 Borodino       | 7. září 1977      |
| 3557 Sokolsky       | 19. srpna 1977    |
| 3575 Anyuta         | 26. února 1984    |
| 3576 Galina         | 26. února 1984    |
| 3591 Vladimirskij   | 31. srpna 1978    |
| 3599 Basov          | 8. srpna 1978     |
| 3601 Velikhov       | 22. září 1979     |
| 3618 Kuprin         | 20. srpna 1979    |
| 3632 Grachevka      | 24. září 1976     |
| 3653 Klimishin      | 25. dubna 1979    |
| 3656 Hemingway      | 31. srpna 1978    |
| 3660 Lazarev        | 31. srpna 1978    |
| 3661 Dolmatovskij   | 16. října 1979    |
| 3710 Bogoslovskij   | 13. září 1978     |
| 3723 Voznesenskij   | 1. dubna 1976     |
| 3738 Ots            | 19. srpna 1977    |
| 3739 Rem            | 8. září 1977      |
| 3762 Amaravella     | 26. srpna 1976    |
| 3787 Aivazovskij    | 11. září 1977     |
| 3799 Novgorod       | 22. září 1979     |
| 3816 Chugainov      | 8. listopadu 1975 |
| 3818 Gorlitsa       | 20. srpna 1979    |
| 3835 Korolenko      | 23. září 1977     |
| 3836 Lem            | 22. září 1979     |
| 3839 Bogaevskij     | 26. července 1971 |
| 3845 Neyachenko     | 22. září 1979     |
| 3856 Lutskij        | 26. srpna 1976    |
| 3883 Verbano        | 7. září 1972      |
| 3884 Alferov        | 13. března 1977   |
| 3885 Bogorodskij    | 25. dubna 1979    |
| 3886 Shcherbakovia  | 3. září 1981      |
| 3923 Radzievskij    | 24. září 1976     |
| 3942 Churivannia    | 11. září 1977     |
| 3945 Gerasimenko    | 14. srpna 1982    |
| 3965 Konopleva      | 8. listopadu 1975 |
| 3966 Cherednichenko | 24. září 1976     |
| 3986 Rozhkovskij    | 19. září 1985     |
| 4009 Drobyshevskij  | 13. března 1977   |
| 4010 Nikolskij      | 21. srpna 1977    |
| 4011 Bakharev       | 28. září 1978     |

| 4013 Ogiria           | 21. července 1979 |
| 4014 Heizman          | 28. září 1979     |
| 4067 Mikhelson        | 11. října 1966    |
| 4074 Sharkov          | 22. října 1981    |
| 4115 Peternorton      | 29. srpna 1982    |
| 4141 Nintanlena       | 8. srpna 1978     |
| 4165 Didkovskij       | 1. dubna 1976     |
| 4187 Shulnazaria      | 11. dubna 1978    |
| 4188 Kitezh           | 25. dubna 1979    |
| 4189 Sayany           | 22. září 1979     |
| 4233 Palchikov        | 11. září 1977     |
| 4234 Evtushenko       | 6. května 1978    |
| 4236 Lidov            | 23. března 1979   |
| 4237 Raushenbakh      | 24. září 1979     |
| 4271 Novosibirsk      | 3. dubna 1976     |
| 4274 Karamanov        | 6. září 1980      |
| 4280 Simonenko        | 13. srpna 1985    |
| 4306 Dunaevskij       | 24. září 1976     |
| 4308 Magarach         | 9. srpna 1978     |
| 4315 Pronik           | 24. září 1979     |
| 4316 Babinkova        | 14. října 1979    |
| 4389 Durbin           | 1. dubna 1976     |
| 4391 Balodis          | 21. srpna 1977    |
| 4392 Agita            | 13. září 1978     |
| 4428 Khotinok         | 18. září 1977     |
| 4429 Chinmoy          | 12. září 1978     |
| 4464 Vulcano          | 11. října 1966    |
| 4468 Pogrebetskij     | 24. září 1976     |
| 4470 Sergeev-Censkij  | 31. srpna 1978    |
| 4472 Navashin         | 15. října 1980    |
| 4480 Nikitibotania    | 24. srpna 1985    |
| 4515 Khrennikov       | 28. září 1973     |
| 4516 Pugovkin         | 28. září 1973     |
| 4518 Raikin           | 1. dubna 1976     |
| 4519 Voronezh         | 18. prosince 1976 |
| 4520 Dovzhenko        | 22. srpna 1977    |
| 4521 Akimov           | 29. března 1979   |
| 4534 Rimskij-Korsakov | 6. srpna 1986     |
| 4561 Lemeshev         | 13. září 1978     |
| 4592 Alkissia         | 24. září 1979     |
| 4618 Shakhovskoj      | 12. září 1977     |
| 4619 Polyakhova       | 11. září 1977     |
| 4621 Tambov           | 27. srpna 1979    |
| 4653 Tommaso          | 1. dubna 1976     |
| 4654 Gorkavyj         | 11. září 1977     |
| 4655 Marjoriika       | 1. září 1978      |
| 4657 Lopez            | 22. září 1979     |
| 4658 Gavrilov         | 24. září 1979     |

| 4683 Veratar         | 1. dubna 1976      |
| 4685 Karetnikov      | 27. září 1978      |
| 4686 Maisica         | 22. září 1979      |
| 4687 Brunsandrej     | 24. září 1979      |
| 4728 Lyapidevskij    | 11. listopadu 1979 |
| 4737 Kiladze         | 24. srpna 1985     |
| 4777 Aksenov         | 24. září 1976      |
| 4780 Polina          | 25. dubna 1979     |
| 4786 Tatianina       | 13. srpna 1985     |
| 4813 Terebizh        | 11. září 1977      |
| 4814 Casacci         | 1. září 1978       |
| 4852 Pamjones        | 15. května 1977    |
| 4882 Divari          | 21. srpna 1977     |
| 4883 Korolirina      | 5. září 1978       |
| 4884 Bragaria        | 21. června 1979    |
| 4920 Gromov          | 8. srpna 1978      |
| 4935 Maslachkova     | 13. srpna 1985     |
| 4964 Kourovka        | 21. července 1979  |
| 4982 Bartini         | 14. srpna 1977     |
| 4983 Schroeteria     | 11. září 1977      |
| 4986 Osipovia        | 23. září 1979      |
| 5016 Migirenko       | 2. dubna 1976      |
| 5044 Shestaka        | 18. srpna 1977     |
| 5083 Irinara         | 13. března 1977    |
| 5084 Gnedin          | 26. března 1977    |
| 5085 Hippocrene      | 14. července 1977  |
| 5086 Demin           | 5. září 1978       |
| 5087 Emelyanov       | 12. září 1978      |
| 5219 Zemka           | 2. dubna 1976      |
| 5220 Vika            | 23. září 1979      |
| 5222 Ioffe           | 11. října 1980     |
| 5245 Maslyakov       | 1. dubna 1976      |
| 5252 Vikrymov        | 13. srpna 1985     |
| 5269 Paustovskij     | 28. září 1978      |
| 5302 Romanoserra     | 18. prosince 1976  |
| 5303 Parijskij       | 3. října 1978      |
| 5314 Wilkickia       | 20. září 1982      |
| 5319 Petrovskaya     | 15. září 1985      |
| 5343 Ryzhov          | 23. září 1977      |
| 5344 Ryabov          | 1. září 1978       |
| 5360 Rozhdestvenskij | 8. listopadu 1975  |
| 5411 Liia            | 2. ledna 1973      |
| 5413 Smyslov         | 13. března 1977    |
| 5414 Sokolov         | 11. září 1977      |
| 5415 Lyanzuridi      | 3. října 1978      |
| 5455 Surkov          | 13. září 1978      |
| 5456 Merman          | 25. dubna 1979     |
| 5458 Aizman          | 10. října 1980     |

| 5543 Sharaf          | 3. října 1978      |
| 5570 Kirsan          | 4. dubna 1976      |
| 5614 Yakovlev        | 11. listopadu 1979 |
| 5661 Hildebrand      | 14. srpna 1977     |
| 5707 Shevchenko      | 2. dubna 1976      |
| 5714 Krasinsky       | 14. srpna 1982     |
| 5794 Irmina          | 24. září 1976      |
| 5839 GOI             | 21. září 1974      |
| 5859 Ostozhenka      | 23. března 1979    |
| 5887 Yauza           | 24. září 1976      |
| 5889 Mickiewicz      | 31. března 1979    |
| 5931 Zhvanetskij     | 1. dubna 1976      |
| 5932 Prutkov         | 1. dubna 1976      |
| 5933 Kemurdzhian     | 26. srpna 1976     |
| 5935 Ostankino       | 13. března 1977    |
| 5936 Khadzhinov      | 29. března 1979    |
| 5988 Gorodnitskij    | 1. dubna 1976      |
| 5989 Sorin           | 26. srpna 1976     |
| 5990 Panticapaeon    | 9. března 1977     |
| 5991 Ivavladis       | 25. dubna 1979     |
| 6075 Zajtsev         | 1. dubna 1976      |
| 6164 Gerhardmüller   | 9. září 1977       |
| 6165 Frolova         | 8. srpna 1978      |
| 6167 Narmanskij      | 27. srpna 1979     |
| 6219 Demalia         | 8. srpna 1978      |
| 6232 Zubitskia[1]    | 19. září 1985      |
| 6262 Javid           | 1. září 1978       |
| 6356 Tairov          | 26. srpna 1976     |
| 6357 Glushko         | 24. září 1976      |
| 6358 Chertok         | 13. ledna 1977     |
| 6359 Dubinin         | 13. ledna 1977     |
| 6467 Prilepina       | 14. října 1979     |
| 6536 Vysochinska     | 14. července 1977  |
| 6537 Adamovich       | 19. srpna 1979     |
| 6574 Gvishiani       | 26. srpna 1976     |
| 6575 Slavov          | 8. srpna 1978      |
| 6576 Kievtech        | 5. září 1978       |
| 6589 Jankovich[1]    | 19. září 1985      |
| 6622 Matvienko       | 5. září 1978       |
| 6683 Karachentsov    | 1. dubna 1976      |
| 6684 Volodshevchenko | 19. srpna 1977     |
| 6685 Boitsov         | 31. srpna 1978     |
| 6753 Fursenko        | 14. září 1974      |
| 6811 Kashcheev       | 26. srpna 1976     |
| 6845 Mansurova       | 2. května 1976     |
| 7002 Bronshten       | 26. července 1971  |
| 7003 Zoyamironova    | 25. září 1976      |
| 7008 Pavlov          | 23. srpna 1985     |

| 7046 Reshetnev     | 20. srpna 1977  |
| 7073 Rudbelia      | 11. září 1972   |
| 7074 Muckea        | 10. září 1977   |
| 7075 Sadovnichij   | 24. září 1979   |
| 7106 Kondakov      | 8. srpna 1978   |
| 7108 Nefedov       | 2. září 1981    |
| 7216 Ishkov        | 21. srpna 1977  |
| 7271 Doroguntsov   | 22. září 1979   |
| 7319 Katterfeld    | 24. září 1976   |
| 7322 Lavrentina    | 22. září 1979   |
| 7323 Robersomma    | 22. září 1979   |
| 7373 Stashis       | 27. srpna 1979  |
| 7385 Aktsynovia    | 22. října 1981  |
| 7394 Xanthomalitia | 18. srpna 1985  |
| 7451 Verbitskaya   | 8. srpna 1978   |
| 7452 Izabelyuria   | 31. srpna 1978  |
| 7453 Slovtsov      | 5. září 1978    |
| 7509 Gamzatov      | 9. března 1977  |
| 7628 Evgenifedorov | 19. srpna 1977  |
| 7629 Foros         | 19. srpna 1977  |
| 7725 Selvinskij    | 11. září 1972   |
| 7727 Chepurova     | 8. března 1975  |
| 7729 Golovanov     | 24. srpna 1977  |
| 7910 Aleksola      | 1. dubna 1976   |
| 7912 Lapovok       | 8. srpna 1978   |
| 7924 Simbirsk[1]   | 6. srpna 1986   |
| 7976 Pinigin       | 21. srpna 1977  |
| 7980 Senkevich     | 3. října 1978   |
| 8062 Okhotsymskij  | 13. března 1977 |
| 8064 Lisitsa       | 1. září 1978    |
| 8065 Nakhodkin     | 31. března 1979 |
| 8141 Nikolaev      | 20. září 1982   |
| 8150 Kaluga        | 24. srpna 1985  |
| 8246 Kotov         | 20. srpna 1979  |
| 8248 Gurzuf        | 14. října 1979  |
| 8321 Akim          | 13. března 1977 |
| 8322 Kononovich    | 5. září 1978    |
| 8339 Kosovichia    | 15. září 1985   |
| 8446 Tazieff       | 28. září 1973   |
| 8449 Maslovets     | 13. března 1977 |
| 8450 Egorov        | 19. srpna 1977  |
| 8451 Gaidai        | 11. září 1977   |
| 8470 Dudinskaya    | 17. září 1982   |
| 8475 Vsevoivanov   | 13. srpna 1985  |
| 8609 Shuvalov      | 22. srpna 1977  |
| 8635 Yuriosipov    | 13. srpna 1985  |
| 8781 Yurka         | 1. dubna 1976   |
| 8783 Gopasyuk      | 13. března 1977 |

| 8785 Boltwood         | 5. září 1978    |
| 8805 Petrpetrov       | 22. října 1981  |
| 8806 Fetisov          | 22. října 1981  |
| 8983 Rayakazakova     | 13. března 1977 |
| 8984 Derevyanko       | 22. srpna 1977  |
| 8985 Tula[1]          | 9. srpna 1978   |
| 9145 Shustov          | 1. dubna 1976   |
| 9148 Boriszaitsev     | 13. března 1977 |
| 9155 Verkhodanov      | 18. září 1982   |
| 9263 Khariton         | 24. září 1976   |
| 9535 Plitchenko       | 22. října 1981  |
| 9549 Akplatonov[1]    | 19. září 1985   |
| 9717 Lyudvasilia      | 24. září 1976   |
| 9733 Valtikhonov [1]  | 19. září 1985   |
| 9915 Potanin          | 8. září 1977    |
| 9916 Kibirev          | 3. října 1978   |
| 9932 Kopylov          | 23. srpna 1985  |
| 9933 Alekseev[1]      | 19. září 1985   |
| 10005 Chernega        | 24. září 1976   |
| 10010 Rudruna[1]      | 9. srpna 1978   |
| 10011 Avidzba         | 31. srpna 1978  |
| 10012 Tmutarakania[2] | 3. září, 1978   |
| 10022 Zubov           | 22. září 1979   |
| 10263 Vadimsimona     | 24. září 1976   |
| 10264 Marov           | 8. srpna 1978   |
| 10269 Tusi            | 24. září 1979   |
| 10452 Zuev            | 25. září 1976   |
| 10456 Anechka         | 8. srpna 1978   |
| 10457 Suminov         | 31. srpna 1978  |
| 10481 Esipov          | 23. srpna 1982  |
| 10670 Seminozhenko    | 14. srpna 1977  |
| 10671 Mazurova        | 11. září 1977   |
| 10672 Kostyukova      | 31. srpna 1978  |
| 10681 Khture          | 14. října 1979  |
| 10718 Samus           | 23. srpna 1985  |
| 10990 Okunev          | 28. září 1973   |
| 10991 Dulov           | 14. září 1974   |
| 11003 Andronov        | 14. října 1979  |
| 11011 KIAM            | 22. října 1981  |
| 11015 Romanenko       | 17. září 1982   |
| 11257 Rodionta        | 3. října 1978   |
| 11264 Claudiomaccone  | 16. října 1979  |
| 11444 Peshekhonov     | 31. srpna 1978  |
| 11785 Migaic          | 2. ledna 1973   |
| 11786 Bakhchivandji   | 19. srpna 1977  |
| 11787 Baumanka        | 19. srpna 1977  |
| 11788 Nauchnyj        | 21. srpna 1977  |
| 11790 Goode           | 1. září 1978    |

| 12185 Gasprinskij      | 24. září 1976     |
| 12187 Lenagoryunova    | 11. září 1977     |
| 12189 Dovgyj           | 5. září 1978      |
| 12670 Passargea        | 22. září 1979     |
| 12674 Rybalka          | 7. září 1980      |
| 12975 Efremov          | 28. září 1973     |
| 12976 Kalinenkov       | 26. srpna 1976    |
| 13005 Stankonyukhov    | 18. září 1982     |
| 13009 Voloshchuk       | 13. srpna 1985    |
| 13480 Potapov[1]       | 9. srpna 1978     |
| 13482 Igorfedorov      | 25. dubna 1979    |
| 13906 Shunda           | 20. srpna 1977    |
| 13922 Kremenia[1]      | 19. září 1985     |
| 14317 Antonov          | 8. srpna 1978     |
| 14322 Shakura          | 22. prosince 1978 |
| 14335 Alexosipov       | 3. září 1981      |
| 14346 Zhilyaev         | 23. srpna 1985    |
| 14794 Konetskiy        | 24. září 1976     |
| 15673 Chetaev          | 8. srpna 1978     |
| 15695 Fedorshpig       | 11. září 1985     |
| 16356 Univbalttech     | 1. dubna 1976     |
| 16358 Plesetsk         | 20. prosince 1976 |
| 16407 Oiunskij[1]      | 19. září 1985     |
| 17354 Matrosov         | 13. března 1977   |
| 17356 Vityazev         | 9. srpna 1978     |
| 18301 Konyukhov        | 27. srpna 1979    |
| 19081 Mravinskij       | 22. září 1973     |
| 19082 Vikchernov       | 26. srpna 1976    |
| 19096 Leonfridman      | 14. října 1979    |
| 19915 Bochkarev        | 14. září 1974     |
| 19916 Donbass          | 26. srpna 1976    |
| 20963 Pisarenko        | 19. srpna 1977    |
| 22249 Dvorets Pionerov | 11. září 1972     |
| 22254 Vladbarmin       | 3. října 1978     |
| 23406 Kozlov           | 23. srpna 1977    |
| 23409 Derzhavin        | 31. srpna 1978    |
| 23410 Vikuznetsov      | 31. srpna 1978    |
| 24605 Tsykalyuk        | 8. listopadu 1975 |
| 24607 Sevnatu          | 14. srpna 1977    |
| 24608 Alexveselkov     | 18. září 1977     |
| 24647 Maksimachev      | 23. srpna 1985    |
| 24648 Evpatoria[1]     | 19. září 1985     |
| 24649 Balaklava[1]     | 19. září 1985     |
| 26075 Levitsvet        | 8. srpna 1978     |
| 26793 Bolshoi          | 13. ledna 1977    |
| 27658 Dmitrijbagalej   | 1. září 1978      |
| 29080 Astrocourier     | 1. září 1978      |
| 30722 Biblioran        | 6. září 1978      |

| 32734 Kryukov      | 1. září 1978      |
| 37530 Dancingangel | 11. září 1977     |
| 37556 Svyaztie[3]  | 28. srpna 1982    |
| 39509 Kardashev    | 22. října 1981    |
| 48410 Kolmogorov   | 23. srpna 1985    |
| 52231 Sitnik       | 5. září 1978      |
| (52263) 1985 QD    | 24. srpna 1985    |
| 69259 Savostyanov  | 18. září 1982     |
| 73638 Likhanov     | 8. listopadu 1975 |

1 společně s L. I. Černychovou

2 s L. G. Karačkinovou

3 s Brian G. Marsden